# Emma Geist
Emma Geist, verheiratete bzw. zuletzt verwitwete Emma Romstorfer, (* 6. Februar 1911 in Wien als Emma Anna Kronsteiner; † 16. Juni 2002 ebenda) war eine österreichische Schriftstellerin, die vor allem in den 1940er Jahren Kinder- und Jugendbücher schrieb. Zu dieser Zeit war sie auch unter ihrem Rufnamen Emmy Geist bekannt.

## Leben
Emma Geist wurde am 6. Februar 1911 als Tochter des Fassbinders Heinrich Kronsteiner und dessen Ehefrau Katharina (geborene Paulin), einer Haushaltshelferin und Hausbesorgerin, in Wien geboren. Von 1917 bis 1922 besuchte sie die Volksschule und in weiterer Folge von 1922 bis 1925 die Bürgerschule. Im Anschluss absolvierte sie ein freiwilliges Jahr in der Bürgerschule des „Einjährigen Lehrkurses der Gemeinde Wien für der Schulpflicht entwachsene Mädchen“, in der auch lebenspraktische Erfahrungen vermittelt wurden. Danach besuchte sie in den Jahren 1926/27 einen einjährigen Kurs zur Heranbildung von Erzieherinnen der Vereinigung der arbeitenden Frauen und kam im Anschluss an die Städtische Kindergärtnerinnen-Bildungsanstalt, die erst im Jahre 1924 von der Burggasse in die Dörfelstraße im 12. Wiener Gemeindebezirk übersiedelt war. Dort wurde sie unter anderem von Anton Tesarek oder Franz Wollmann unterrichtet. Bereits ab 1925 besuchte sie Weiterbildungen an der Volkshochschule. Im Jahre 1934 heiratete sie Rudolf Johann Geist (1900–1957), mit dem sie bis zu dessen Ableben im Alter von 57 Jahren verheiratet war. Aus dieser Ehe entstammen vier Kinder: Till Hans Geist (* 1935), Oberstudienrat und evang. Pfarrer i. R., Erda Doris Rubik (* 1938), Rainer Rudolf Geist (* 1941), Amtsdirektor der Staatsdruckerei i. R. und Robert Martin Geist (* 1948), kaufmännischer Angestellter.
Ab dem Jahre 1930 war die damals noch Kronsteiner heißende Pädagogin als Kindergärtnerin in einem Wiener Montessori-Kinderkarten tätig und wurde im Jahre 1934 im Anschluss an die Februarkämpfe 1934 aus politischen Gründen entlassen. Zu diesem Zeitpunkt war sie Mitglied der Sozialdemokratische Arbeiterpartei Deutschösterreichs (SDAPDÖ). Auch ihr Mann, den sie in diesem Jahr geheiratet hatte, war eine Zeit lang in politischer Haft. Während dieser Zeit war sie bei der Gemeindeverwaltung angestellt, wo sie anfangs Hilfsdienst verrichtete und später Kanzleidienst in der sogenannten Kartenstelle versah. Nachdem sie 1934 aus der SDAPDÖ austreten musste, war sie zwischen 1945 und 1947 Mitglied der Kommunistischen Partei Österreichs (KPÖ) und ab etwa 1950 erneut Mitglied der nunmehrigen Sozialdemokratische Partei Österreichs (SPÖ). Als solches war sie auch Mitglied des Bunds Sozialistischer Freiheitskämpfer, sowie des Sozialdemokratischen LehrerInnenvereins Österreichs (SLÖ).
In den Jahren 1952 bis 1973 war sie wieder als Kindergärtnerin der Gemeinde Wien beschäftigt. Nachdem sie in den Jahren 1961/62 eine Ausbildung zur Befähigung einer Kindergartenleiterin des Pädagogischen Instituts der Stadt Wien absolviert hatte, war sie ab 1970 bis zu ihrer Pensionierung im Jahre 1973 als Kindergartenleiterin aktiv. Durch die Anregung ihres damaligen Ehemanns Rudolf Geist begann sie während ihrer Schwangerschaft mit dem Schreiben von Kinder- bzw. Jugendbüchern. Ihr wohl bekanntestes Werk Mizzerl – brav und schlimm und so wie du. Die Geschichte eines Wiener Kindes, das im Jahre 1946 über den Im Weltweiten Verlag veröffentlicht wurde, und Illustrationen ihres erstgeborenen Sohnes Till Geist enthält, entstand in ebendieser Zeit. Ebenfalls im Jahre 1946 wurde das Buch Ein Christkindl, das in Zusammenarbeit mit Rudolf Geist entstand, publiziert. Als Schriftstellerin gehörte sie dem 1945 gegründeten Österreichischen Schriftstellerverband an.
Von 21. Oktober 1970 bis zu dessen Ableben wenige Monate später war sie mit dem Ingenieur Johann Paul Romstorfer (1899–1971), einem technischen Angestellten, verheiratet.
Am 16. Juni 2002 starb Emma Anna Romstorfer im Alter von 91 Jahren in ihrer Heimatstadt Wien. Zuerst an der Seite ihres letzten Ehemannes am Wiener Zentralfriedhof (Gruppe 109, Reihe 2, Nummer 11) begraben, wurde sie am 20. März 2013 auf den Baumgartner Friedhof (Gruppe D1, Nummer 486), in das Familiengrab ihres ersten Ehemannes überführt.

## Publikationen (Auswahl)
- 1946: Mizzerl – brav und schlimm und so wie du. Die Geschichte eines Wiener Kindes, mit Illustrationen von ihrem erstgeborenen Sohn Till Geist
- 1946: Ein Christkindl, mit Rudolf Geist